# كلارنس وودز
كلارنس وودز (بالإنجليزية: Clarence Woods)‏ هو لاعب كرة قاعدة أمريكي، ولد في 11 يونيو 1892، وتوفي في 2 يوليو 1969 في رايزينغ صن في الولايات المتحدة.

## وصلات خارجية
- كلارنس وودز على موقعبيزبول رفرنس.كوم (الدوري الرئيسي) (الإنجليزية)